# الفضل بن قارن الطبري
الفضل بن قارن الطبري كان قائدًا عسكريًا وحاكمًا إقليميًا للخلافة العباسية في القرن التاسع. كان واليًا لحمص من عام 862 حتى مقتله أثناء الثورة في عام 864 م.

## الحياة المهنية
كان الفضل شقيق مازيار بن قارين، الذي كان حاكم طبرستان حتى ثورة فاشلة في عام 839 م، وتُشير نسبته الخاصة "الطبري" إلى أصله من تلك المقاطعة. في عام 860 م شارك الفضل في الغارات ضد الإمبراطورية البيزنطية؛ حيث قاد عشرين سفينة، وقام بحملة بحرية وهاجم حصن أنطاليا في جنوب غرب الأناضول. بعد عامين، عيّنه الخليفة المستعين واليًا على حمص، إثر ثورةٍ أدت إلى هروب واليها السابق ، قيدر بن عبد الله العشرساني. وعند وصوله إلى المنطقة، اتصل به سكان المنطقة، الذين أوضحوا له أن أفعالهم كانت مدفوعةً بسوء إدارة قيدر، فتمكن من دخول مدينة حمص دون معارضة.
ورغم البداية السلمية لولايته، إلا أن الفضل سرعان ما علم بمؤامرة جديدة من أهل حمص للتمرد ضده. فقام بجمع مجموعة من القادة المزعومين للثورة، وقطع رؤوس بعضهم، وأرسل مائة من الوجهاء إلى الخليفة في سامراء . وقام أيضًا بتفكيك أسوار المدينة وأمر بإزالة أرصفة الشوارع. ولكن هذه الإجراءات لم تنجح في تهدئة الاضطرابات، وفي نهاية المطاف اتحد أهل حمص ومجموعة من بني كلب تحت قيادة عطيف بن نعمة الكلبي وثاروا ضد الفضل. وتحصن الأخير في قصر خالد بن يزيد بن معاوية، ولكن أتباعه خانوه وسلموه إلى المتمردين الذين بعد أن سرقوا أمواله وزوجاته قتلوه وعلقوا جثته على أبواب المدينة. وبعد وفاته، ظلت حمص في حالة من التمرد حتى هُدِّئَت مرة أخرى على يد القائد موسى بن بغا الكبير.

## ملحوظات
1. ↑  Al-Tabari 1985–2007، v. 35: p. 27; Al-Baladhuri 1916، صفحة 206
2. ↑  Rekaya 1997، صفحة 646.
3. ↑  Al-Tabari 1985–2007، v. 34: p. 167.
4. ↑  Al-Ya'qubi 1883، صفحات 605–06; Cobb 2001، صفحات 99–100
5. ↑  Al-Ya'qubi 1883، صفحات 605–06, 607; Al-Tabari 1985–2007، v. 35: pp. 7, 27; Al-Baladhuri 1916، صفحة 206; Cobb 2001، صفحات 99–100, 105–06